# Belstone Corner
Belstone Corner – osada w Anglii, w hrabstwie Devon, w dystrykcie West Devon. Leży 30 km na zachód od miasta Exeter i 280 km na zachód od Londynu.